# بابا غنوج
بابا غنوج، بابا گانوج، بابا گانوش یا متبّل، مزه یا پیش غذای مشهوری در خاورمیانه است که از بادنجان درست می‌شود.

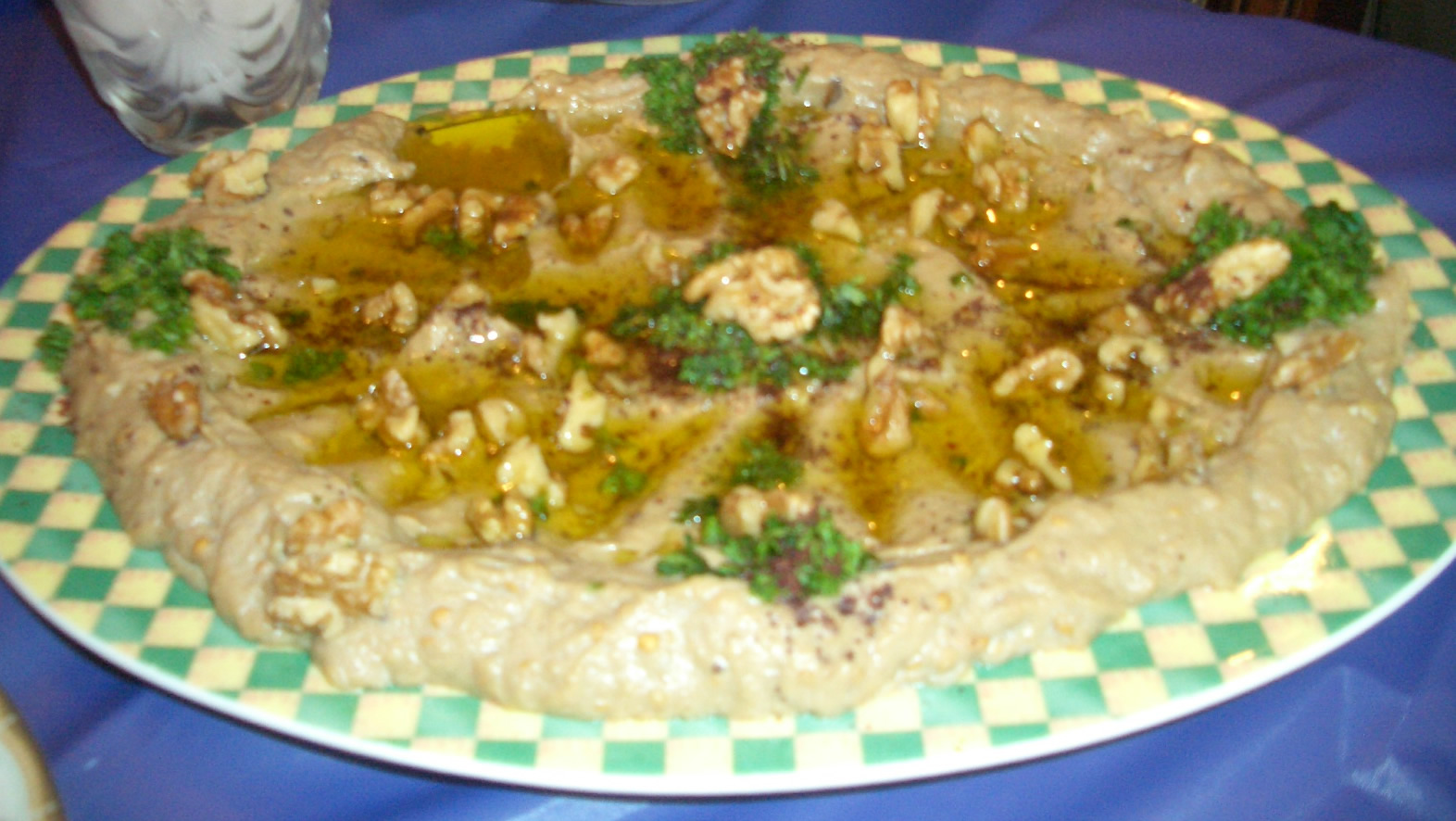
بابا غنوج تزیین شده در بشقاب

## طرز تهیه
ابتدا بادنجان را کباب نموده، سپس پوستش را کنده و همراه ارده و ادویه و روغن زیتون و سیر له می‌کنند. متبّل همان باباغنوج است که به آن کشک بیفزایند.